# Olivier Pâques
Pour les articles homonymes, voir Pâques.
Olivier Pâques, né le 14 décembre 1977 à Uccle (région de Bruxelles-Capitale), est un auteur de bande dessinée belge.

## Biographie
Olivier Pâques naît le 14 décembre 1977 à Uccle, une des communes bruxelloises. Après trois années d'étude à l'Institut Saint-Luc de Bruxelles, Olivier Pâques par l'intermédiaire de Pascal J. Zanon, fait la connaissance de Jacques Martin. Celui-ci lui propose de collaborer aux décors des albums de sa série contemporaine Lefranc qu'anime alors le dessinateur Christophe Simon chez Casterman.
Après ces premiers travaux, Martin propose à Pâques deux nouvelles séries qu'il est en train de créer : Loïs et Doug. Il dessine ainsi sept tomes de Loïs jusqu'en 2015, Patrick Weber prend la suite de Jacques Martin au scénario à partir du troisième tome de la série, lui-même remplacé par Pierre Valmour pour les deux derniers tomes aux éditions Casterman. 
Olivier Pâques obtient le prix de l’avenir pour le tome 1 de Loïs : Le Roi-Soleil au festival de Saint-Gilles en 2004. 
Sur un scénario de Patrick Weber, il entreprend la biographie en bande dessinée de Léonard de Vinci, dans la collection « Les Grands Peintres » aux éditions Glénat en 2015.
Ensuite, il prend part à la série dirigée par Didier Convard L'Épopée de la franc-maçonnerie au deuxième tome intitulé L'Épopée de la franc-maçonnerie T2 - Les Bâtisseurs aux éditions Glénat en 2020 et au tirage de 20 000 exemplaires,. En 2024, il réalise l'adaptation en bande dessinée de l'ouvrage Le Diffamé de Thierry Joumard des Achards sur un scénario de Bruno Fermier publié aux éditions Nouveau Monde.
Pâques se spécialise dans les dessins détaillés de bateaux. Son graphisme est influencé par Jacques Martin ainsi que par Jacques Denoël.

## Publications

### Loïs
- 1. Le Roi Soleil[11], Casterman, Bruxelles, octobre 2003
Scénario : Jacques Martin - Dessin : Olivier Pâques - Couleurs : quadrichromie -  (ISBN 2-203-32302-7)
- 2. Les Louis d'or[12], Casterman, Bruxelles, août 2005
Scénario : Jacques Martin - Dessin : Olivier Pâques - Couleurs : quadrichromie -  (ISBN 2-203-32303-5)
- 3. Le Code noir[13], Casterman, Bruxelles, août 2007
Scénario : Jacques Martin, Patrick Weber - Dessin : Olivier Pâques - Couleurs : Bruno Wesel, Aurore Van Hemelen -  (ISBN 978-2-203-32304-9)
- 4. Monsieur, frère du roi[14],[15], Casterman, Bruxelles, mars 2009
Scénario : Jacques Martin, Patrick Weber - Dessin : Olivier Pâques - Couleurs : Ingrid De Vuyst -  (ISBN 9782203012196)
- 5. L'Apollon de Sang[16],[17], Casterman, Bruxelles, 4 janvier 2012
Scénario : Patrick Weber - Dessin : Olivier Pâques - Couleurs : Ingrid De Vuyst -  (ISBN 978-2-203-02620-9)
- 6. Dans les griffes du Faucon[18], Casterman, Bruxelles, 30 janvier 2013
Scénario : Pierre Valmour - Dessin : Olivier Pâques - Couleurs : Alexandre de la Serna -  (ISBN 978-2-203-04032-8)
- 7. La Prisonnière de l'Archange[19], Casterman, Bruxelles, 25 mars 2015
Scénario : Pierre Valmour - Dessin : Olivier Pâques - Couleurs : Véronique Robin -  (ISBN 9782203071018)

### Les Voyages de Loïs
- Versailles de Louis XIII[20] (dessiné par Jérôme Presti et Olivier Pâques, sous la direction de Jacques Martin) (2006)  (ISBN 978-2-203-32321-6)

### L'Épopée de la franc-maçonnerie
- 2. Les Bâtisseurs[9],[21],[22], Glénat, Grenoble, 9 septembre 2020
Scénario : Didier Convard (dir.) - Dessin : Olivier Pâques - Couleurs : Angélique Césano -  (ISBN 978-2-344-03061-5)

### Le Diffamé
- Le Diffamé[23],[24],[25],[26], Nouveau Monde, coll. « nouveau monde graphic », Paris, 4 septembre 2024
Scénario : Bruno Fermier - Dessin et couleurs : Olivier Pâques -  (ISBN 978-2-380-94582-9)

## Prix et récompenses
- 2004 :  prix de l’avenir décerné par la Chambre belge des experts en bande dessinée[27]  pour le tome 1 de Loïs Le Roi-Soleil au festival de Saint-Gilles[3].

#### Livres
: document utilisé comme source pour la rédaction de cet article.
- Jacques Fiérain, « Pâques, Olivier », dans La BD à Bruxelles et en Brabant, Charleroi, Éd. l'Âge d'or, avril 2003, 144 p., ill. ; 31 cm (ISBN 9782960119664 et 2960119665, OCLC 470388171, présentation en ligne), p. 112.
- Henri Filippini, « Pâques, Olivier », dans Dictionnaire de la bande dessinée, Paris, Bordas, 2005, 912 p., ill. ; 27 cm (ISBN 9782047299708 et 2047299705, OCLC 1009545288, présentation en ligne), p. 834. .
- Philippe Mellot, Michel Denni, Laurent Turpin et Isabelle Morzadec, Trésors de la bande dessinée : BDM 2021-2022 - Catalogue encyclopédique et Argus, Paris, Les Arènes, novembre 2020, 22e éd., 1700 p., ill. ; 23 cm (ISBN 9791037502582, OCLC 1240308146, présentation en ligne), p. 452, 560, 750, 1104. .